# Zwartkeelvechtkwartel
De zwartkeelvechtkwartel (Turnix suscitator) is een vogel uit de familie Turnicidae (Vechtkwartels).

## Verspreiding en leefgebied
Deze soort komt voor van India via tropisch Azië tot zuidelijk China, Indonesië en de Filipijnen en telt 16 ondersoorten:
- T. s. plumbipes: van Nepal tot noordoostelijk India en noordelijk Myanmar.
- T. s. bengalensis: centraal en zuidelijk West Bengalen (noordoostelijk India).
- T. s. taigoor: India (uitgezonderd bovenstaand).
- T. s. leggei: Sri Lanka.
- T. s. okinavensis: van de zuidelijk eiland Kyushu tot de Riukiu-eilanden (Japan).
- T. s. rostratus: Taiwan.
- T. s. blakistoni: van oostelijk Myanmar tot zuidelijk China en noordelijk Indochina.
- T. s. pallescens: het zuidelijke deel van Centraal-Myanmar.
- T. s. thai: noordwestelijk en centraal Thailand.
- T. s. atrogularis: zuidelijk Myanmar, zuidelijk Thailand en Maleisië.
- T. s. suscitator: Sumatra, Java, Bawean, Billiton, Bangka en Bali.
- T. s. powelli: van Lombok tot Alor (Kleine Soenda-eilanden).
- T. s. rufilatus: Sulawesi.
- T. s. haynaldi: Palawan en nabijgelegen eilanden (westelijke Filipijnen).
- T. s. fasciatus: Luzon, Mindoro, Masbate, Sibuyan (noordelijke Filipijnen).
- T. s. nigrescens: Cebu, Guimaras, Negros, Panay (Filipijnen).